# Rathaus Prettin

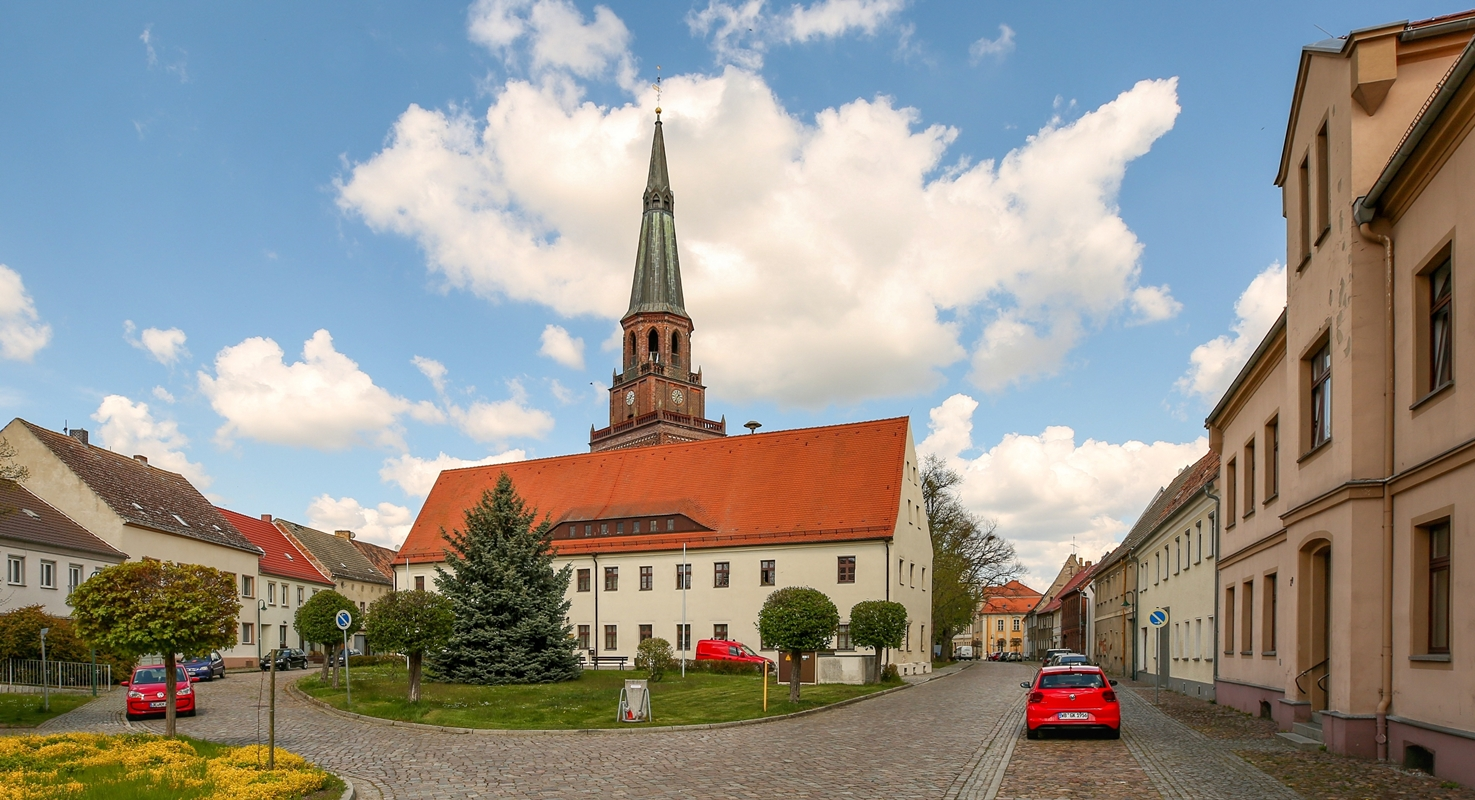
Rathaus Prettin

Das Rathaus Prettin ist ein denkmalgeschütztes Rathaus im zu Annaburg gehörenden Ortsteil Stadt Prettin in Sachsen-Anhalt.

## Lage
Es liegt an der Adresse Hohe Straße 18 im historischen Ortskern von Prettin. Unmittelbar nördlich des Rathauses befindet sich die Sankt-Marien-Kirche.

## Architektur und Geschichte
In seinem Kern geht der zweigeschossige Backsteinbau auf die Zeit um 1500 zurück. An der Südseite des langgezogenen spätgotischen Hauses befand sich ein Schaugiebel mit Schlingblenden. Im südlichen Teil des Gebäudes bestehen Ende des 16./Anfang des 17. Jahrhunderts eingefügte profilierte und gefaste Sandsteingewände. Im 18. Jahrhundert erfolgten Umbauten im Stil des Barock. Eine umfangreiche Erneuerung und insbesondere im Inneren erfolgende Neugestaltung wurde im ersten Drittel des 20. Jahrhunderts, wohl in der Zeit um 1910, durchgeführt. Seit dem 1. Januar 2011 gehört Prettin zu Annaburg.
Im örtlichen Denkmalverzeichnis ist das Rathaus unter der Erfassungsnummer 094 35262 als Baudenkmal verzeichnet.
In der Vergangenheit lautete die Adresse des Gebäudes Hohe Straße 47.